# Notranja migracija
Notranja Migracije je človeška migracija znotraj ene geopolitične entitete, običajno nacionalne države. Notranje migracije so ponavadi potovanja za izobraževanje ali za gospodarsko izboljšanje ter preseljevanja zaradi naravnih nesreč ali civilnih nemirov. Čezmejne migracije se pogosto pojavijo zaradi političnih ali ekonomskih razlogov. Splošni trend gibanja iz podeželskih v mestna območja, v procesu, opisanem kot urbanizacija, je prav tako povzročitelj oblike notranje migracije.  

### Zgodovina
Številne države so doživele množično notranjo migracijo.
- Združene države so doživele naslednje večje migracije:

Sredi 19. stoletja se je zgodila množična notranja migracija iz vzhodnih držav proti zahodni obali.
Med delitvijo Indije in Pakistana se je veliko število ljudi preselilo čez mejo.
- Trije veliki valovi migracij afriških Američanov najprej s kmetijskega juga na industrializirano severovzhodno in srednjevzhodno območje v začetku 20. stoletja. Drugo gibanje v isti smeri od približno 1940 do 1970 in nazadnje povratna migracija iz drugih delov,ki se je začela v poznem 20. stoletju in se dogaja še danes.

- Izseljevanje podeželskih Velikih ravnic od začetka 20. stoletja, saj ima veliko podeželskih okrožij danes manj kot 40% prvotnega prebivalstva.

- Stalna migracija, ki se je začela med serijo peščenih viharjev v tridesetih letih dvajsetega stoletja, a se je po drugi svetovni vojni pospešila, vse narodnosti so se preseljevale proti sončnemu pasu južne in zahodne ZDA.

- Od leta 1990 dalje se pojavlja tekoča migracija ljudi, delavcev, srednjega razreda zlasti belcev iz Kalifornije, v druge države.

- Združeno kraljestvo je v preteklosti imelo več migracij s severa Anglije na jug, tudi iz Škotske, Irske (v zadnjem času Severne Irske ) in Walesa v Anglijo. Le to je bilo najbolj razširjeno med industrijsko revolucijo in pa po irski krompirjevi lakoti .

- Na Novi Zelandiji je pomik proti severu, povzročil da je Južni otok postopoma izgubil prebivalstvo v glavnem mestnem območju, Aucklandu, na severu države.

- Na Filipinih, zaradi centralizirane vlade in skoraj neenake porazdelitve vladne moči in sredstev, ljudi iz pokrajin poti vodijo v Metro Manilo, da bi poiskali boljša delovna mesta in priložnosti. To se od takrat nadaljuje, čeprav je to zdaj v veliko manjšem številu, saj postajajo Metro Cebu in Metro Davao vse bolj priljubljeni kot alternativna destinacija za notranje priseljence.

- V Italiji, v času gospodarskega čudeža države v petdesetih in šestdesetih letih, je tako imenovani" industrijski trikotnik" severozahodne Italije doživel valove priseljencev iz južne Italije, ker je južni del države ostal nerazvit in prizadet zaradi revščine. Vrhunec je bil dosežen med letoma 1955 in 1963, ko se je v severna industrijska mesta preselilo kar 1.300.000 južnih delavcev. Po premoru v osemdesetih letih se je migracija sever-jug ponovno začela, tokrat na drugih območjih na severu in v osrednji Italiji.

### Sekundarne migracija
Podskupina notranje migracije je migracija priseljenskih skupin - pogosto imenovana sekundarna ali nadaljnja migracija. Sekundarne migracije se uporabljajo tudi za migracijo priseljencev v Evropski uniji.
V Združenih državah Amerike je Urad za preseljevanje beguncev, ki je program ameriškega ministrstva za zdravje in upravo za otroke in družine, zadolžen za upravljanje sekundarne migracije preseljenih beguncev. Vendar pa je malo podatkov o sekundarnih migracijah in s tem povezanih programskih strukturnih spremembah. Sekundarna migracija je bila domnevno ena od gonilnih sil za distribucijo preseljenih beguncev v ZDA.

### Somalci in sekundarne migracije v Združenih državah
Somalci, begunska skupina, ki je bila sprva močno razpršena v Združenih državah, je oblikovala pomembne skupnosti v Minnesoti, Ohiu in Washingtonu. Sekundarna migracija v Minneapolis, Minnesota in Columbus, Ohio, je na teh dveh območjih dosegla prvo in drugo mesto, v somalijskem ameriškem prebivalstvu.  Geografinja Tamara Mott navaja, da je bila bližina družine, prijateljev in drugih Somalcev glavni razlog, da so se Somalci preselili v Columbus, OH.
Lewiston Maine je postal sekundarna migracijska destinacija za Somalce, potem ko so socialne službe februarja 2001 tam preselile nekaj družin.  Med letoma 1982 in 2000 so agencije za ponovno naselitev postavile begunce, vključno s 315 Somalci, na območju Portlanda v Maine.  Visoke stopnje zasedenosti stanovanj v Portlandu so pripeljale do prvih preselitev v Lewiston.  Somalci so imeli v preteklosti nomadstvo, še dandanes vzdržujejo stike, pogosto prek mobilnega telefona, z veliko mrežo razširjene družine, člani klana in prijatelji.  Več Somalcev je izvedelo za Lewiston, privlačili pa so jih kakovost življenja, nizki stroški nastanitve, dobre šole, varnost in večja družbena kontrola otrok v manjšem mestu.  Med februarjem 2001 in avgustom 2002 se je v Lewiston preselilo več kot 1.000 Somalcev.  Večina teh zgodnjih sekundarnih migrantov je prišla iz Clarkstona, Georgie, predmestja tik pred Atlanto.  Do leta 2007 so bili Somalci 6,5% prebivalcev Lewistona  v mesto so prišli iz vseh ZDA in vsaj treh drugih držav.

### Poglej tudi
- Migrantski delavec